# Robert Corillion
Robert J. Corillion, appelé aussi le chanoine Corillion, (26 janvier 1908, Hanvec - mort le 30 décembre 1997) est un botaniste français.

## Biographie
En 1925, il suit son père en Mayenne. Élève de l'École normale de Laval, de 1925 à 1928, il est instituteur à Grez-en-Bouère de 1928 à 1931. Il est ordonné prêtre du diocèse de Laval en 1938, et est professeur de botanique à l'Institution secondaire du Sacré-Cœur de Mayenne de 1938 à 1951.
Il entre au Centre national de la recherche scientifique en 1946, et est docteur ès Sciences d'État en 1955. Professeur à la faculté des sciences de l'université catholique d'Angers en 1951, il devient doyen de cette faculté à deux reprises, jusqu'à sa transformation en instituts. Maître de recherches au CNRS (1956-1975), honoraire à partir de 1975, il est directeur adjoint, puis directeur, en 1977, de l'Institut de recherche fondamentale et appliquée. Il a exercé la présidence de Mayenne-Sciences de 1960 à 1975 (ensuite président d'honneur), et de la Société d'études scientifiques de l'Anjou de 1958 à 1971. Il sera aussi membre du bureau de la Commission historique et archéologique de la Mayenne.
Il a publié d'importants ouvrages spécialisés et études de botanique. Ce botaniste éminent, de notoriété mondiale, collabora également à de savants travaux de cartographie de l'Afrique. Il s'est aussi spécialisé dans l'étude des algues d'eau douce, en particulier des Characées. Sa grande œuvre reste la cartographie de la végétation du massif armoricain.

## Publications
Ses travaux sont énumérés dans une plaquette publiée par l'Institut de recherche fondamentale et appliquée d'Angers en 1975 : Regards sur un siècle de recherches en Biologie végétale (Travaux et mémoires du Laboratoire de biologie végétale et de phytogéographie), par Robert Corillion, avec la collaboration de Micheline Guerlesquin (1928-2016) et Simone Lemoyne.